# Stadtkirche Lauterbach

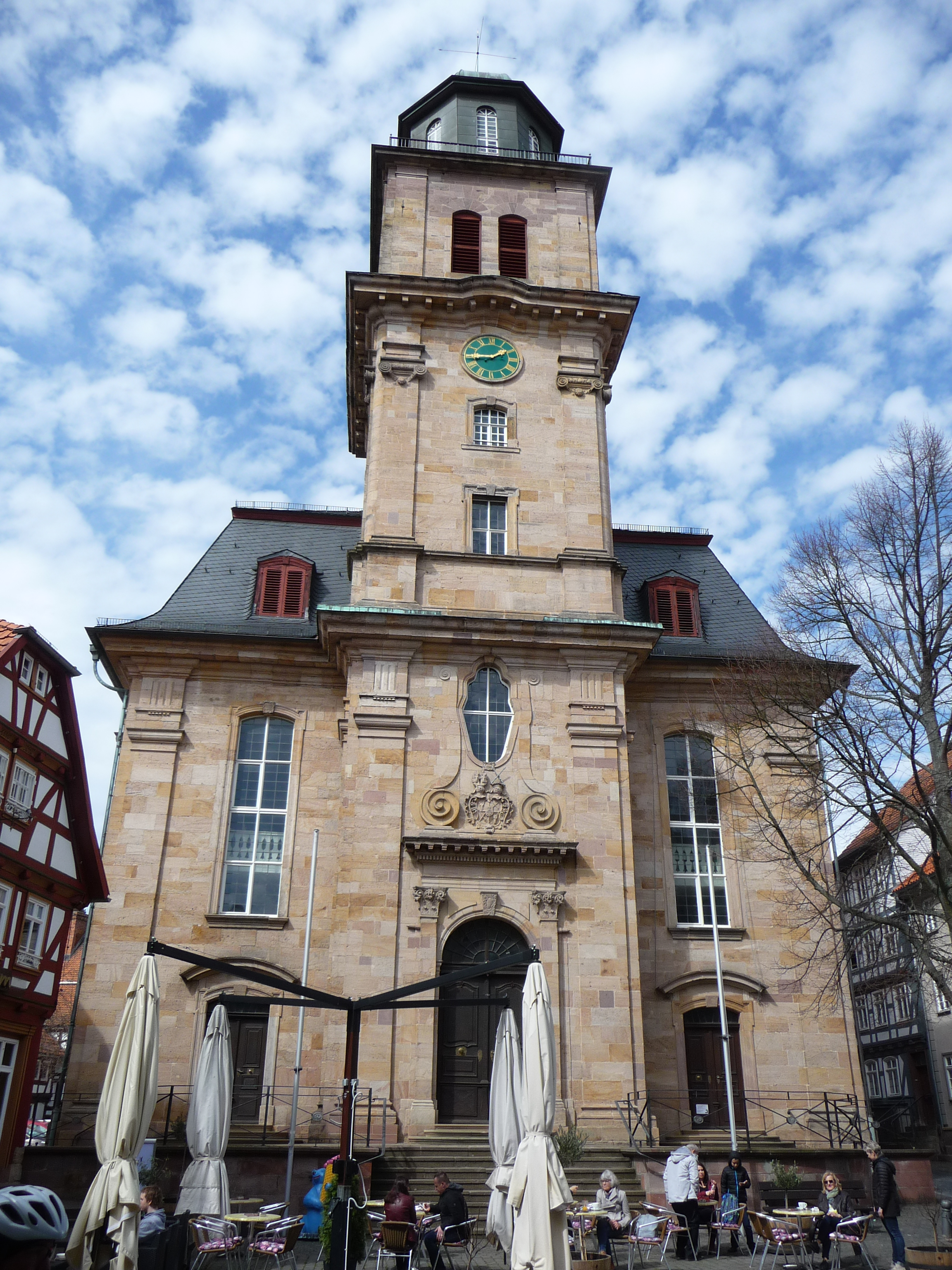
Stadtkirche Lauterbach

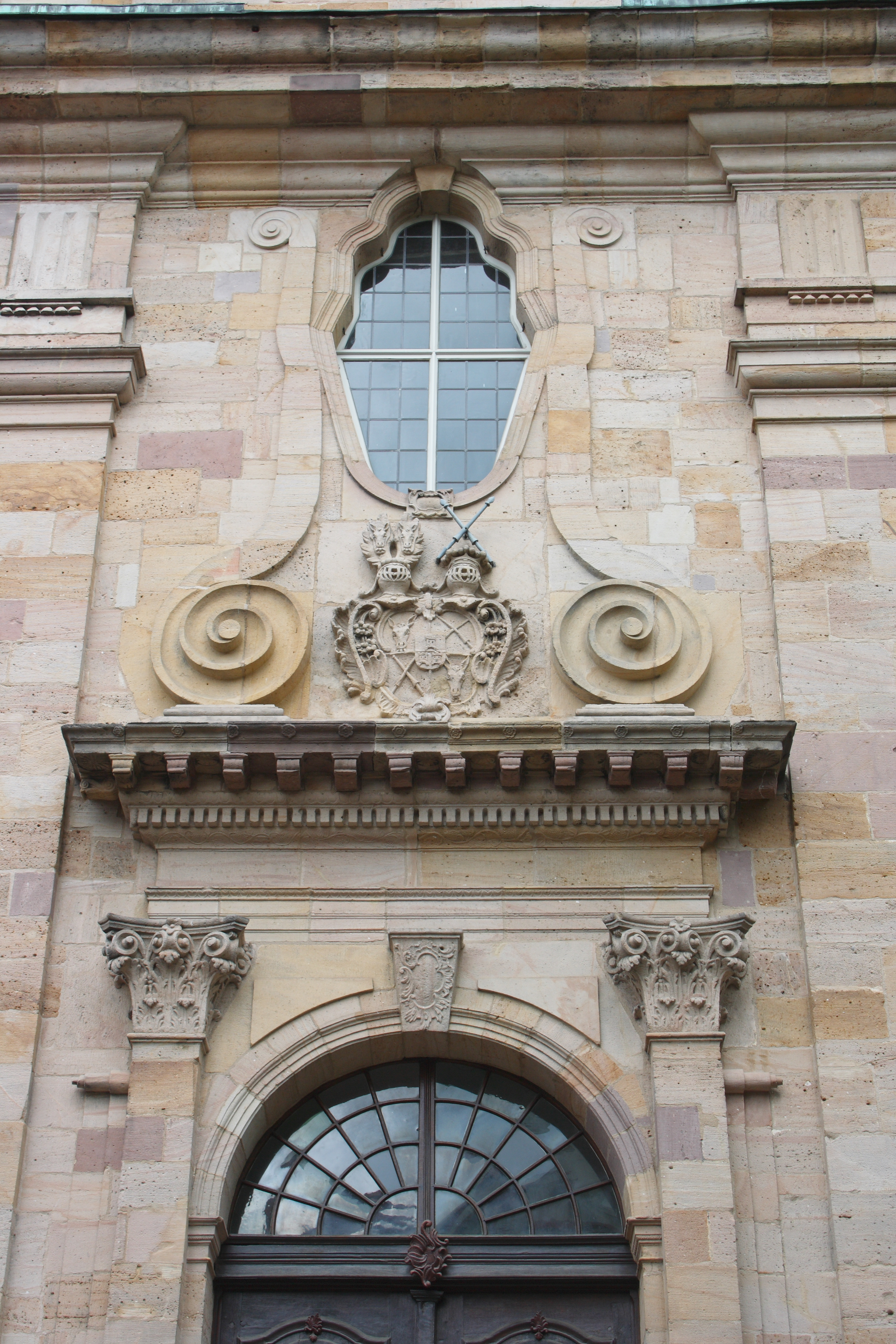
Hauptportal mit dem Wappen der Familie Riedesel

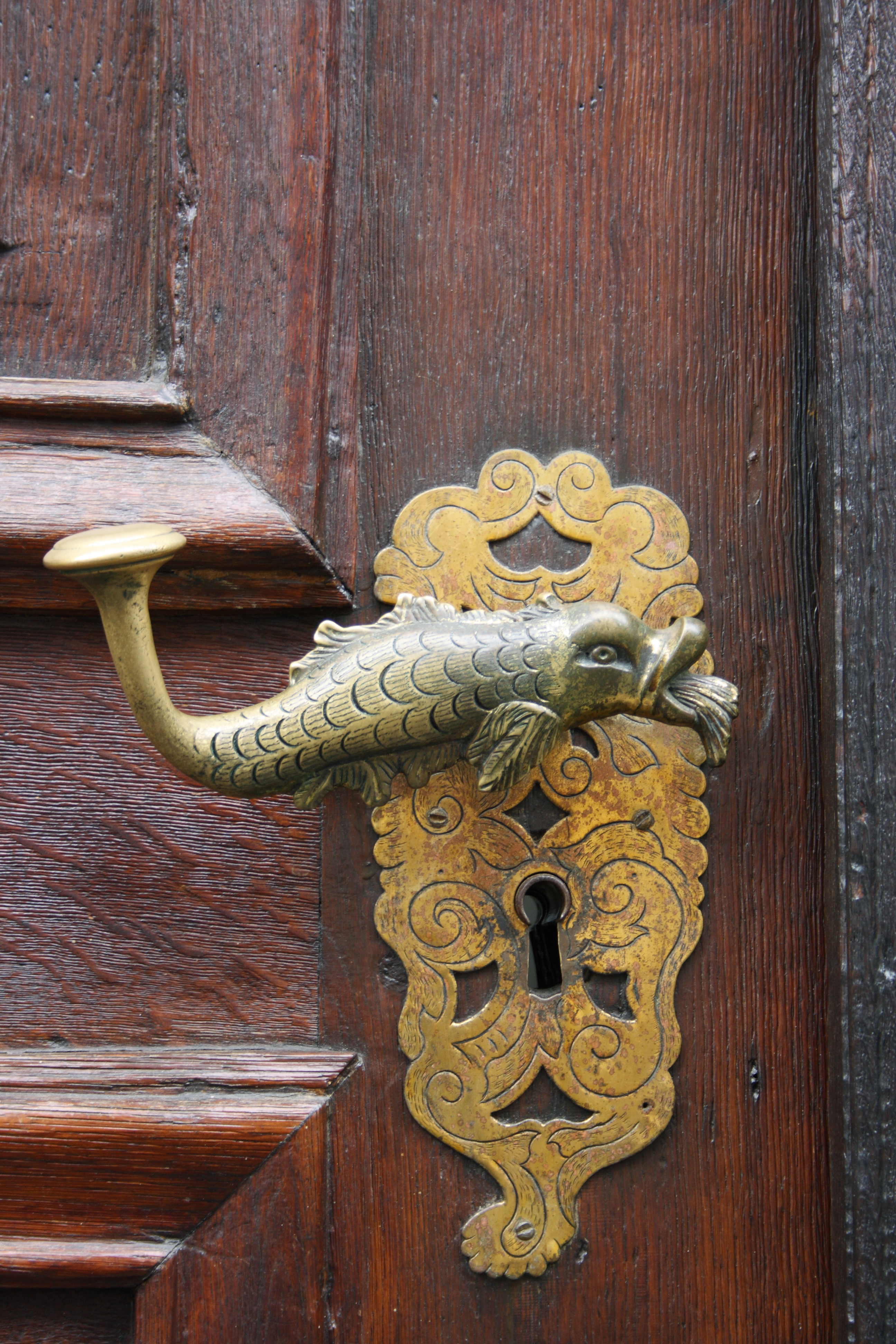
Türgriff

Die evangelische Stadtkirche Lauterbach in Lauterbach im hessischen Vogelsbergkreis wurde in der zweiten Hälfte des 18. Jahrhunderts im Stil des frühen Rokoko errichtet.

## Geschichte
Der Vorgängerbau der Stadtkirche war die gotische Marienkirche, die im 14. Jahrhundert errichtet und 1763 abgebrochen worden war. Von 1763 bis 1768 erfolgte der Neubau der heutigen Kirche unter den Baumeistern Georg Koch und dessen Sohn Georg Veit Koch aus Rodach. Als Vorbild für die Innengestaltung gelten die Stadtkirche St. Moriz in Coburg und die Markgrafenkirchen des Ansbacher Architekten Johann David Steingruber.

## Architektur

### Außenbau
Die Lauterbacher Stadtkirche ist aus Sandsteinquadern errichtet, das Mansarddach ist mit Schiefer gedeckt. Die Gebäudekanten sind durch Pilaster unter Triglyphen verstärkt, über denen das verkröpfte Kranzgesims verläuft. Die Längswände sind in sieben Achsen gegliedert, die je zwei Portale aufweisen.
Die Türgriffe der Portale sind als Fische oder Meerjungfrauen gestaltet und stammen von dem Lauterbacher Schlossermeister Johann Thomas Schmidt.
Das Hauptportal befindet sich unter dem risalitartig aus der Südfassade hervortretenden Turm. Es ist von korinthischen Pilastern und aufwändigem Gebälk eingefasst, darüber öffnet sich ein geschweiftes, von Voluten gerahmtes Fenster. Über dem Portal prangt das Wappen der Familie Riedesel, die ab 1429 die Grundherrschaft in Lauterbach ausübte und die dort 1527 die Reformation einführte.
Der Turm ist in drei Geschosse gegliedert, die durch kräftige Gurtgesimse voneinander abgegrenzt sind. Das Glockengeschoss und der von einer Kuppel bekrönte, oktogonale Aufbau wurden 1821 von Andreas Fink ausgeführt.

### Innenraum
Der als Saalkirche angelegte Kirchenraum entspricht dem einer Predigtkirche. Er ist auf drei Seiten von zweigeschossigen Emporen umgeben, die unten auf toskanischen und oben auf ionischen Holzsäulen aufliegen und im Chor auf beiden Seiten mit verglasten Patronatslogen abschließen. Diese sind durch zwei Türen direkt von außen zugänglich.
Die Decke wie die Brüstungen der Emporen sind mit Stuckdekor und Rocaillekartuschen in zartrosa und hellgrünen Farbtönen verziert.

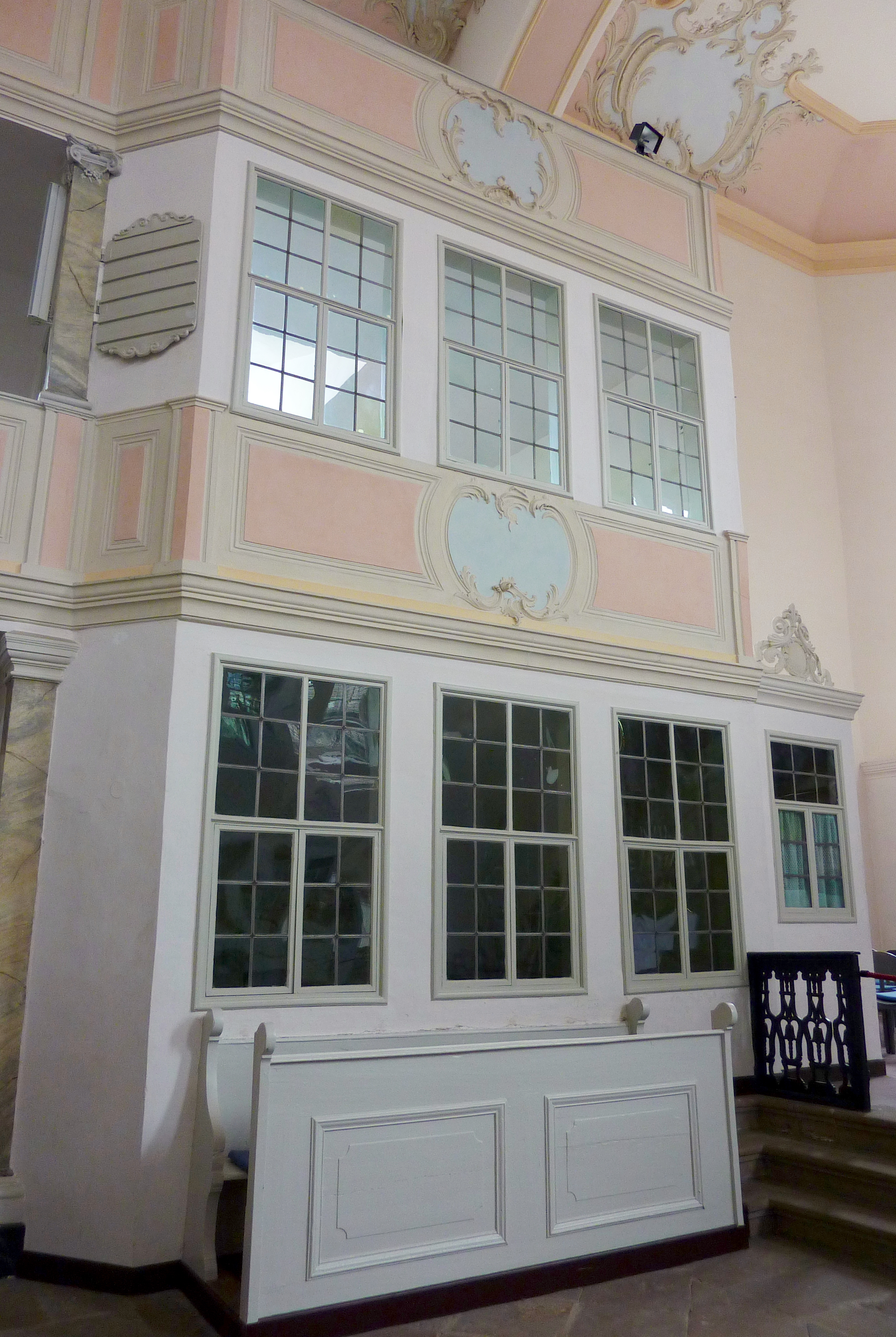
Patronatsloge
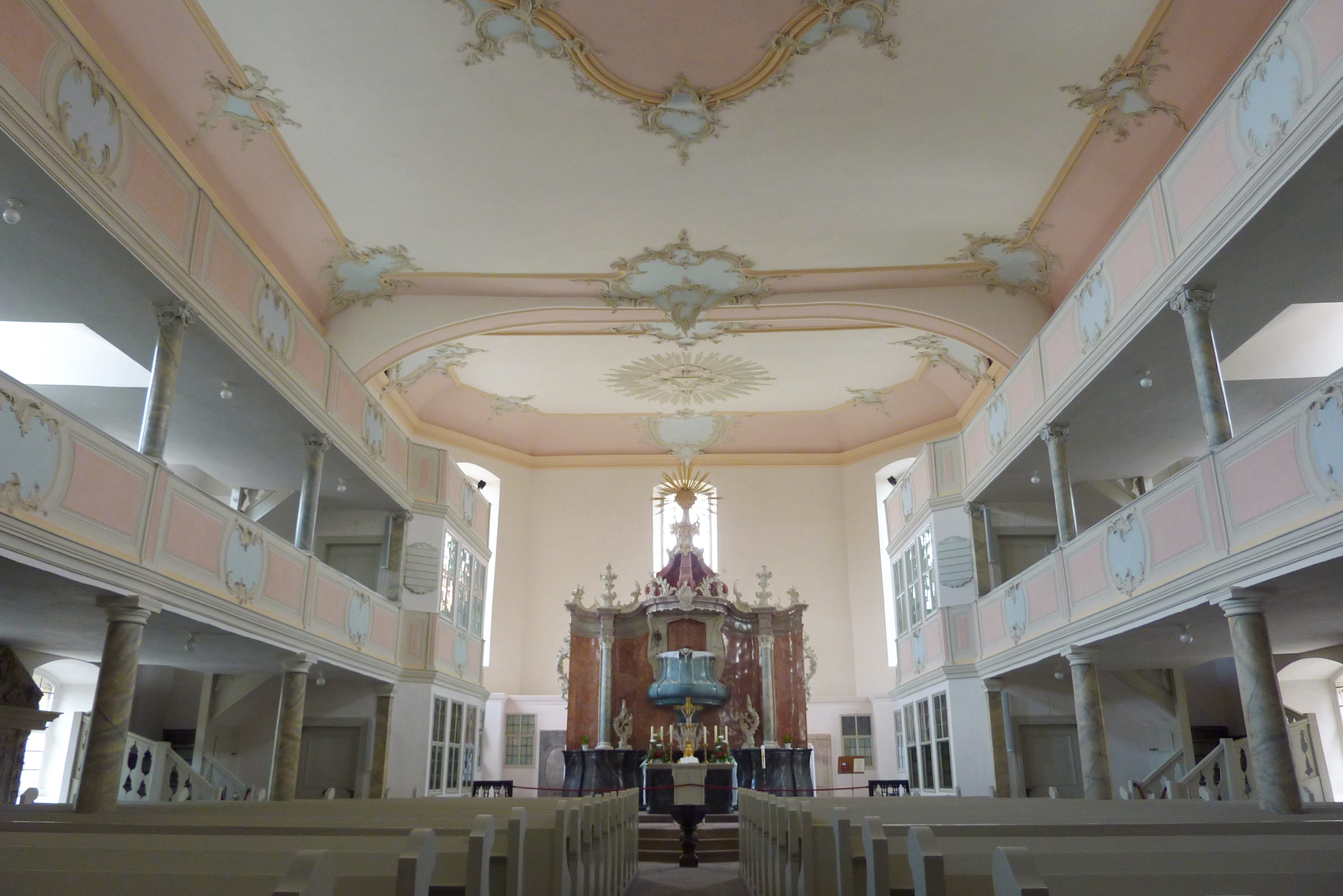
Innenansicht mit Blick zum Chor
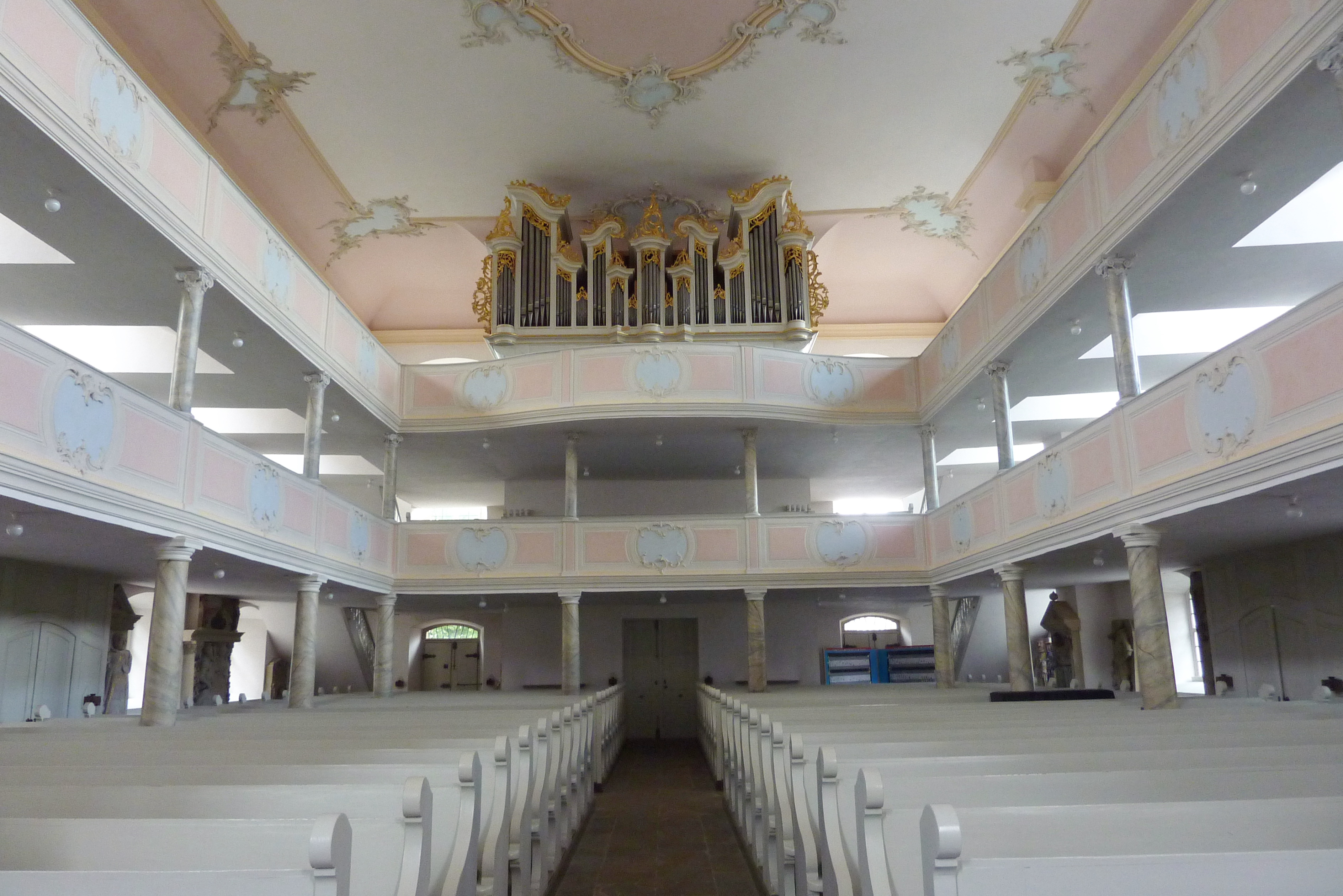
Innenansicht mit Blick zur Orgel
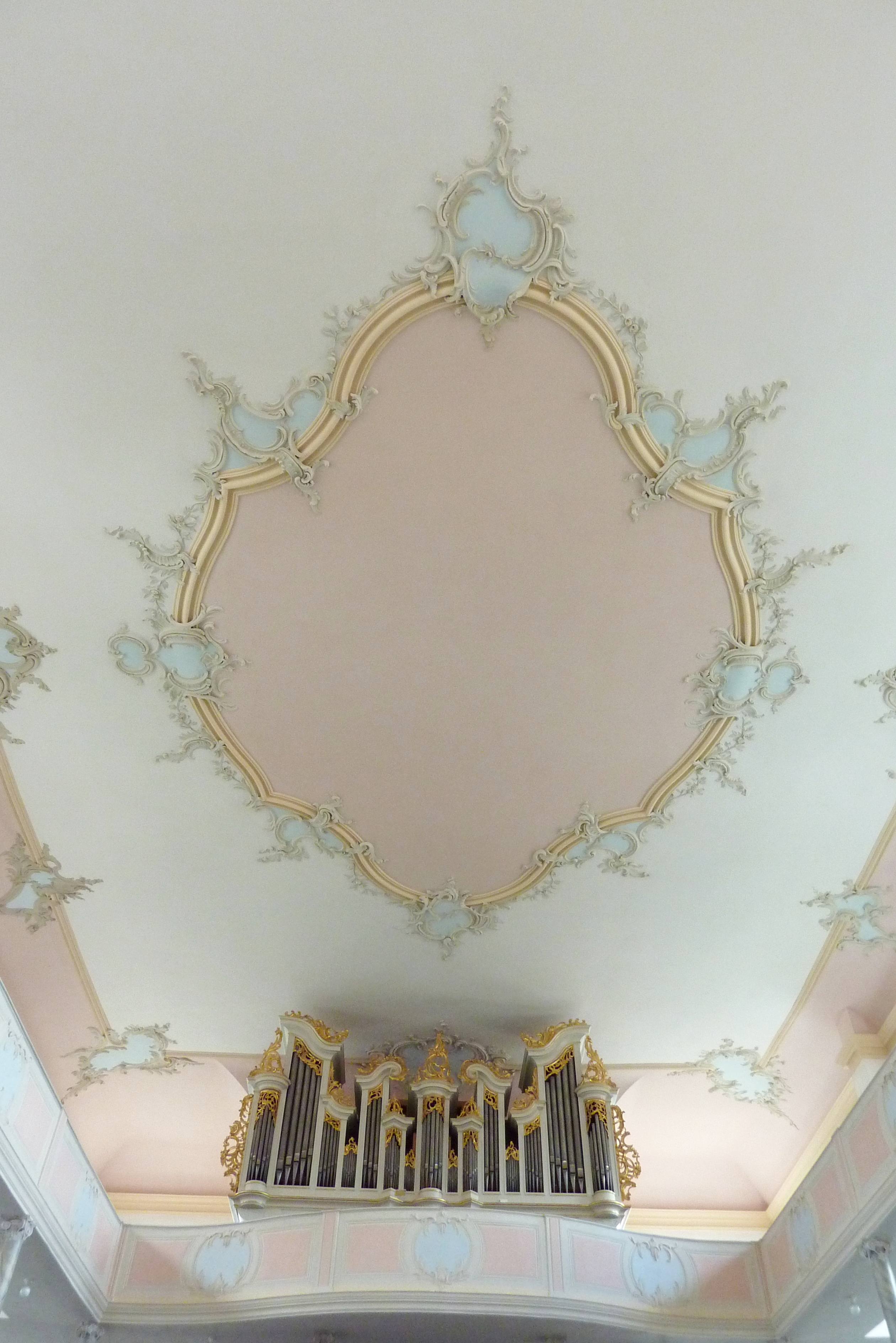
Deckenstuck

## Ausstattung
- Den Altarraum prägt eine rot marmorierte Kanzelwand aus Stuckmarmor auf schwarz marmoriertem Sockel und seitlichen Säulen mit korinthisierenden Kapitellen. Ihr geschweiftes Gebälk ist mit Rocaillen und Schmuckelementen im Stil des Rokoko besetzt. In der Mitte thront ein ausladender, dunkler Kanzelkorb mit einer Kanzeluhr unter einem drapierten Baldachin, bekrönt vom hebräisch geschriebenen Gottesnamen JHWH in einem goldenen Strahlenkranz.
- Aus der gotischen Marienkirche sind eine Madonnenskulptur aus Stein aus dem 14. Jahrhundert und das Relief einer Kreuzabnahme aus der Zeit um 1500 erhalten.
- Der ebenfalls aus der Vorgängerkirche stammende spätgotische Marienaltar wird heute im Hohhaus-Museum Lauterbach aufbewahrt[1].

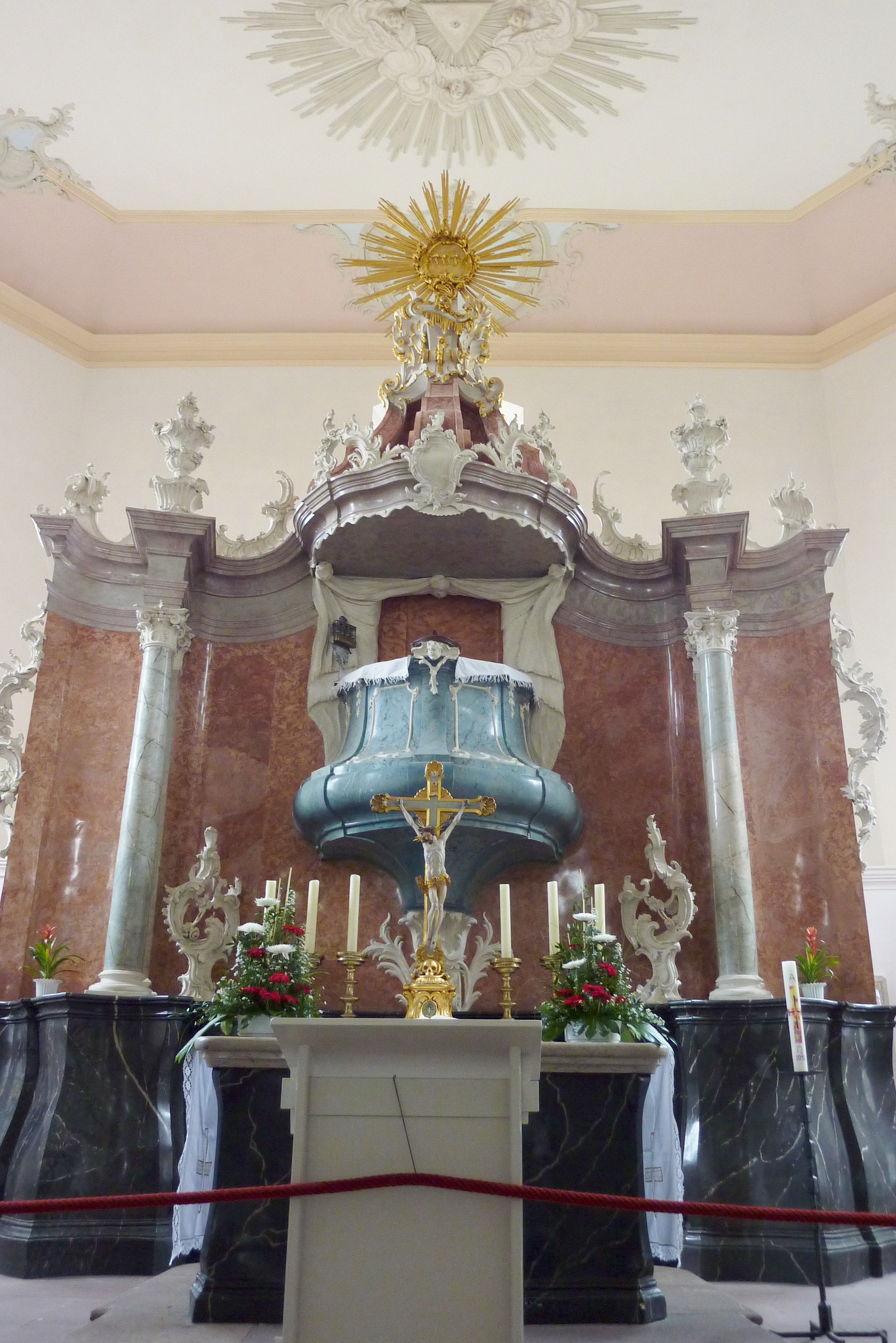
Kanzelaltar
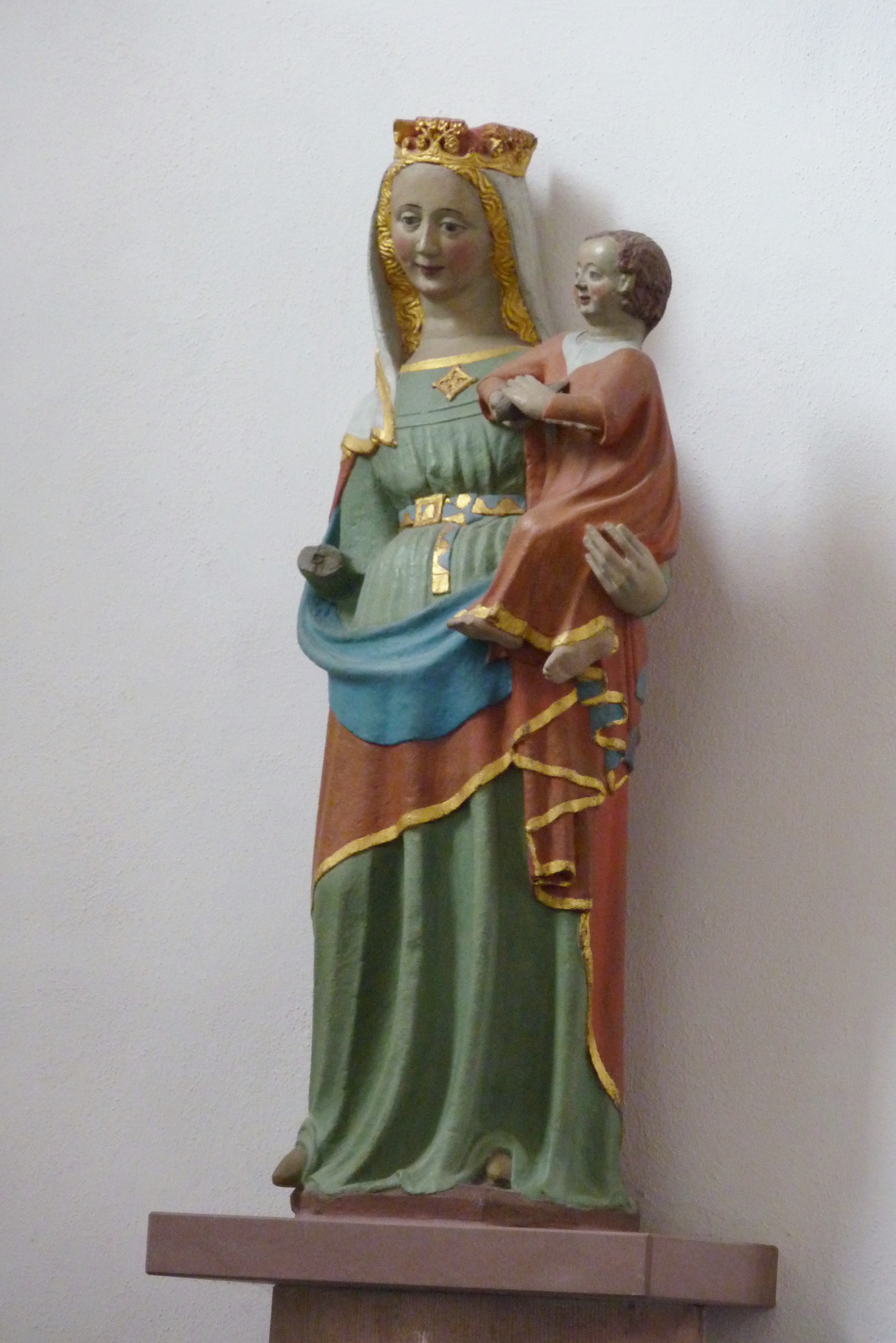
Madonna mit Kind aus dem 14. Jahrhundert

## Orgel

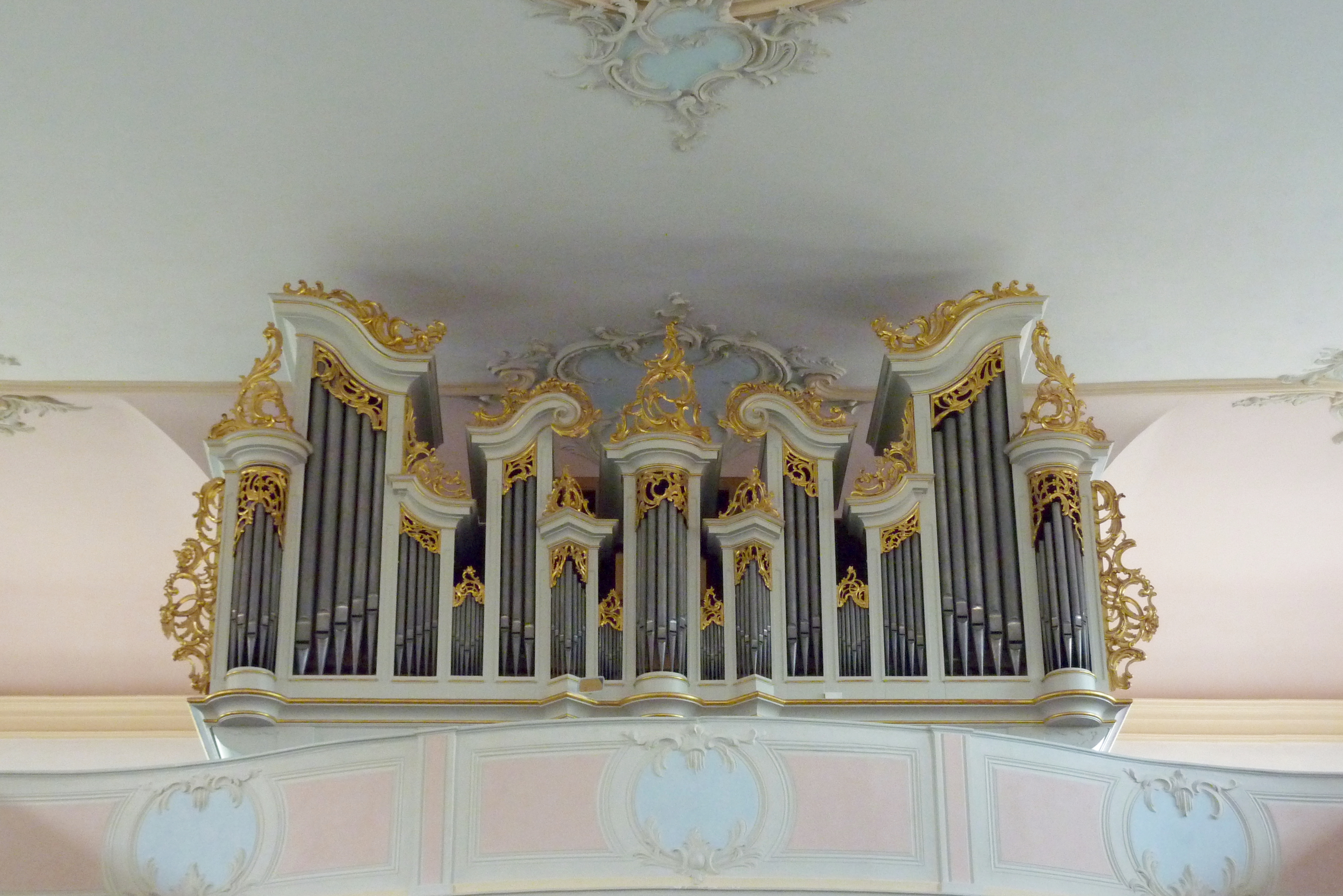
Hillebrand-Orgel hinter historischem Prospekt von 1768

Eine Orgel ist bereits im 16. Jahrhundert für die alte Stadtkirche nachgewiesen. Philipp Ernst Wegmann aus Frankfurt am Main schuf 1767/1768 eine Orgel mit 15-achsigen Prospekt im Zopfstil des ausgehenden Rokoko. Im Zentrum steht das Positiv mit dem mittleren Rundturm und zwei Spitztürmen, flankiert außen jeweils von einem weiteren Rundturm, dazwischen Harfenfelder verschiedener Größe. Die Pfeifenfelder und die profilierten Gesimse werden von Schleierwerk bekrönt, das ebenfalls an den Seiten den breit angelegten Prospekt verziert. Dieser diente als Vorbild für die Orgel der Evangelischen Kirche Nieder-Moos. Die Orgel verfügte über 24 Register auf zwei Manualen und Pedal. Das Pfeifeninnenwerk wurde 1906 entsprechend dem Zeitgeschmack durch einen Neubau mit pneumatischer Traktur von Friedrich Weigle mit 29 Registern ersetzt. Im Jahr 1952 erfolgte ein Umbau im Stil des Neobarock. 1973 bauten die Gebrüder Hillebrand hinter der historischen Front ein neues Schleifladen-Werk mit 35 Registern, die auf drei Manuale und Pedal verteilt sind. Einige Register wurden aus der Weigle-Orgel übernommen. Vier weitere Register waren zum späteren Ausbau vorbereitet. 1999 wurde eine elektronische Setzeranlage eingebaut. Die Orgel weist folgende Disposition auf:
| I Hauptwerk C–g3 |       |
| Gedacktpommer0   | 16′   |
| Prinzipal        | 08′   |
| Rohrflöte        | 08′   |
| Oktave           | 04′   |
| Gemshorn         | 04′   |
| Quinte           | 2 ⁄3′ |
| Oktave           | 02′   |
| Spitzflöte       | 02′   |
| Mixtur VI        | 1 ⁄3′ |
| Trompete         | 08′   |

| II Oberwerk C–g3 |        |
| Gedackt          | 08′    |
| Quintade         | 08′    |
| Prinzipal        | 04′    |
| Koppelflöte      | 04′    |
| Nasard           | 2 ⁄3′  |
| Oktave           | 02′    |
| Terz             | 1 3⁄5′ |
| Sifflöte         | 01′    |
| Scharf V         | 01′    |
| Fagott           | 16′    |
| Oboe             | 08′    |
| Tremulant0       |        |

| III Brustwerk C–g3 |       |
| Holzgedackt0       | 08′   |
| Prinzipal          | 04′   |
| Blockflöte         | 04′   |
| Prinzipal          | 02′   |
| Quinte             | 1 ⁄3′ |
| Zimbel IV          | 1′    |
| Rankett            | 16′   |
| Regal              | 8′    |
| Tremulant          |       |

| Pedal C–f1     |       |
| Prinzipalbass0 | 16′   |
| Subbass        | 16′   |
| Oktave         | 08′   |
| Gedacktbass    | 08′   |
| Oktave         | 04′   |
| Nachthorn      | 02′   |
| Mixtur V       | 2 ⁄3′ |
| Posaune        | 16′   |
| Trompete       | 08′   |
| Cornett        | 04′   |

- Koppeln: II/I, III/I, I/P, II/P, III/P
- Spielhilfen: 3840-fache Setzeranlage

## Epitaphien
In der Kirche sind zahlreiche Epitaphien der Familie Riedesel erhalten, die ursprünglich im Chor der gotischen Marienkirche aufgestellt waren.
- Epitaph für Hermann V. Riedesel († 1532)
- Epitaph für Johann VIII. Riedesel († 1550)
- Epitaph für Hermann VI. († 1560) und Margarethe Riedesel
- Epitaph für Volprecht I. Riedesel († 1563) und Apollonia Riedesel, von Andreas Herber aus Kassel signiert
- Epitaph für Hermann VII. Riedesel († 1564)
- Epitaph für Hermann VIII. Riedesel († 1569), von Andreas Herber 1580 ausgeführt
- Epitaph für Hans Volprecht († 1569) und Anna Riedesel
- Epitaph für Georg Wolf von Rothenhan († 1590)
- Epitaph für Conrad II. († 1593), Elisabeth und Anna Riedesel, von Andreas Herber signiert
- Epitaph für Volprecht II. († 1610) und Beate Riedesel
- Epitaph für Johann VIII. Riedesel († 1609)
- Epitaph für Hermann Riedesel († 1632)
- Epitaph für Anna Sidonia Magdalena Riedesel († 1702)

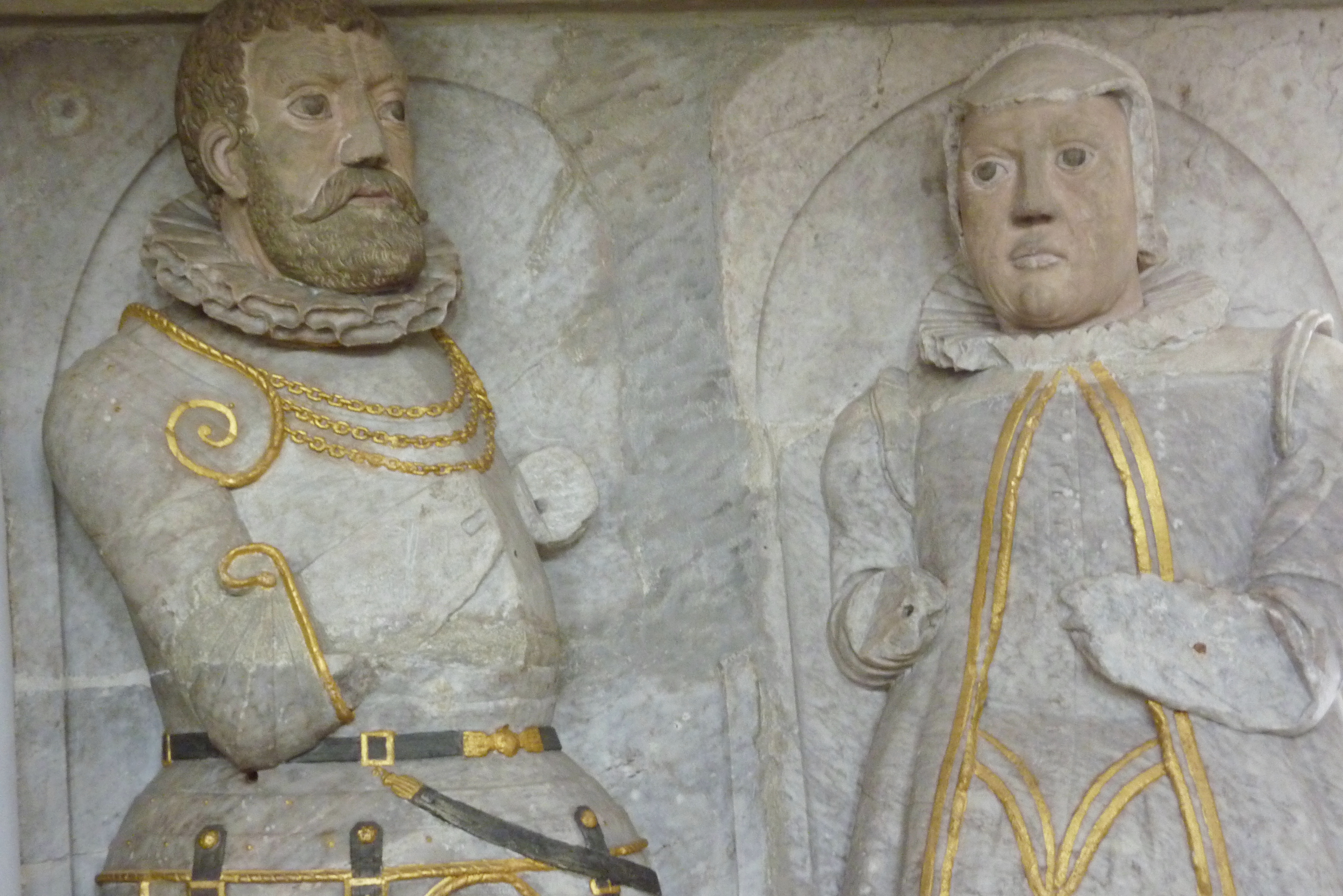
Epitaph für Volprecht II. (gest. 1610) und Beate Riedesel
Epitaph für Volprecht I. (gest. 1563) und Apollonia Riedesel
Epitaph für Hermann VII. Riedesel (gest. 1564)
Epitaph für Hans Volprecht (gest. 1569) und Anna Riedesel